# Gladia Delmarre
Gladia Delmarre è un personaggio immaginario creato dallo scrittore di fantascienza Isaac Asimov. Appare nei romanzi Il sole nudo, I robot dell'alba e I robot e l'Impero del ciclo dei Robot.

## Caratterizzazione del personaggio
Nata su Solaria, fa parte degli Spaziali. Viene accusata di omicidio per la morte di suo marito, Rikaine Delmarre, con cui litigava spesso. Elijah Baley, inviato dalla Terra per indagare sul delitto, scopre che lei è colpevole, ma ritenendola plagiata da Jothan Leebig, indica questi come omicida, permettendole di trasferirsi su Aurora, in una residenza vicina a quella di Han Fastolfe, dove viene generalmente chiamata Gladia Solaria.
Questi le cede il robot umanoide Jander Panell, di cui Gladia s'infatua, prima che questo si disattivi; a seguito di questo evento Baley ritorna su Aurora, reincontrando Gladia e cominciando con lei una relazione. I due si incontreranno solo un'altra volta, mentre Baley si sta recando nelle nuove colonie terrestri, in orbita ad Aurora.
In seguito sposa Santirix Gremionis, con cui ha 2 figli; alla morte di Fastolfe, eredita i robot Daneel e Giskard. In seguito, all'arrivo su Aurora di un discendente di settimo grado di Baley chiamato DG, s'innamora di lui, seguendolo di nuovo su Solaria, sulla Terra e sul Baleyworld, il nuovo pianeta dei coloni terrestri.
In Fondazione e Terra, uno studioso di Comporellen riferisce di una leggenda che tratta di una Spaziale innamorata di un Colono, un probabile riferimento a Gladia.
Gladia è anche un'artista appassionata di Luciscultura e, infatti, dedica una sua creazione ad Elijah Baley, nel romanzo Il sole nudo. È interessante notare come la Luciscultura come forma d'arte immaginaria sia già stata presentata da Asimov nell'omonimo racconto.